# Supe Puerto
Supe Puerto es una ciudad peruana, capital del distrito homónimo, perteneciente a la provincia de Barranca del departamento de Lima, en la costa central del Perú. 

## Ubicación
Supe Puerto se ubica al sur de la provincia de Barranca, en el distrito de Supe Puerto, en el departamento de Lima.

## Demografía
En 2017 Supe Puerto tenía una población de 12 786 habitantes.
| Gráfica de evolución demográfica de Supe Puerto entre 1993 y 2017 |
|                                                                   |
| Fuentes: Población 1993 y 2017                                    |